# Eva María González Fernández
Eva María González Fernández   (Mairena del Alcor, 5 de novembre de 1980) és una model, actriu i presentadora de televisió espanyola, guanyadora del títol Miss Espanya 2003. Des de 2019 condueix las versions de La Voz, La Voz Kids i La Voz Senior, totes a Antena 3.

## Biografia
Eva es va criar a la població de Mairena del Alcor (Sevilla). Prové d'una família d'origen humil. El seu pare, Manuel, era agricultor de professió, i la seva mare, Encarnación, mestressa de casa. Té una germana més jove que ella, Maria.
Va estudiar fins a segon curs de diplomatura en Treball social, després va començar a treballar com a model en l'agència que té la també model Raquel Revuelta a Sevilla, Doble Erre, on va aconseguir el títol de Miss Sevilla. Arran del concurs, va deixar els seus estudis per poder dedicar-se intensament als compromisos adquirits com a Miss.
Va participar en el certamen de Miss Espanya el 2003 representant a Sevilla i va aconseguir el títol. A més de ser escollida Miss Espanya, també se li van atorgar els premis de Miss Simpatia i Miss Elegància.
Després de proclamar-se guanyadora del certamen, va viatjar a Panamà per participar en el de Miss Univers 2003. Va ser una de les preferides, però no va entrar entre les 15 millors. Va portar un vestit de flamenca en el passi de vestits nacionals.
Després del seu regnat, Eva va entrar al món de la moda a Espanya, sent imatge de firmes com Viceroy i Tampax i desfilant, entre d'altres, a la Passarel·la Cibeles, al Saló Internacional de la Moda Flamenca (SIMOF) i a la Setmana de Moda de Sevilla.
També s'ha forjat una carrera a la televisió espanyola, sent en l'actualitat una de les presentadores més estimades pel panorama nacional. El 2004 va col·laborar al programa UHF d'Antena 3 al costat de Núria Roca i Florentino Fernández. A més, va aparèixer en un capítol de la sèrie de Telecinco Los Serrano, interpretant una professora d'educació física que enlluernava tots els joves de l'institut.
El 2006 va fitxar per La Sexta, on va presentar el concurs Dimelo al oido, al costat de Iván Sánchez, i Fenómenos, al costat d'"humoristes" com Dani Mateo, Dani Martínez, Carlos Areces i David Verdaguer.
El 2007 va col·laborar amb Andreu Buenafuente, en el seu programa homònim, compaginant aquesta feina amb la presentació del concurs musical Se llama copla a Canal Sud, programa d'èxit que va conduir durant les seves nou temporades, des del 2007 fins a la seva cancel·lació el 2016.
El 2008 participa en la sèrie còmica La tira, també a La Sexta, representant una hostessa de vol jove a qui li estan reformant el pis.
El 10 de febrer de 2009 va presentar la gala dels premis TP de Oro, juntament amb Manuel Fuentes, emesa també per La Sexta. Poc després es va fer públic el seu fitxatge per Telecinco, per presentar una nova edició del concurs El juego del Euromillón. El programa, però, va ser retirat dos mesos després de la graella després de fer una mitjana de 10,9% de quota de pantalla, una dada inferior a la mitjana de la cadena. Tot seguit prengué el comandament de Guerra de sesos, programa diari de La Siete.
El 2010 Telecinco li encarregà els resums diaris i les gales setmanals des de l'illa, del programa Supervivientes: Perdidos en Nicaragua.
Des abril de 2013, presenta el programa de gastronomia Masterchef a la 1. Des del desembre de 2013, també presenta a la mateixa cadena la versió infantil del programa, anomenada Masterchef Junior, i a més des de novembre de 2016 Masterchef Celebrity.
També ha presentat en aquesta mateixa cadena les gales especials de Cap d'Any dels anys 2008, 2014, 2015, 2016 i 2017.
En 2017 va ser presentadora de la Gala de la Reina al Carnaval de Las Palmas, retransmès en la Televisió Canària i en La 2 i TVE Internacional.
A l'octubre de 2018, es va anunciar per sorpresa el seu salt a Antena 3 per conduir la sisena edició del format La Voz, i les seves dues versions: La Voz Kids i La Voz Séniors al prime time de la cadena, abandonant la 1 i les seves variants de Masterchef després de 6 anys i 15 edicions en aquesta cadena.

## Vida íntima
Refusa airejar la seva vida privada, però es coneix que el 2004 va tenir una relació amb el presentador i actor Arturo Valls, i des d'aquest mateix any fins a finals de 2008 amb Íker Casillas, exporter del Reial Madrid i porter del Porto FC.
El 6 de novembre de 2015 es va casar amb Cayetano Rivera a l'església de Nuestra Señora de la Asunción de Mairena del Alcor a Sevilla.
El 4 de març de 2018 va néixer a Sevilla el seu primer fill, Cayetano Rivera González.

## Filmografia

### Programes de televisió
| Programes de televisió | Programes de televisió              | Programes de televisió | Programes de televisió |
| Any                    | Títol                               | Cadena                 | Notes                  |
| ---------------------- | ----------------------------------- | ---------------------- | ---------------------- |
| 2003                   | Miss Espanya                        | TVE                    | Concursant             |
| 2004                   | UHF                                 | Antena 3               | Col·laboradora         |
| 2006                   | Dímelo al oído                      | La Sexta               | Presentadora           |
| 2006                   | Fenómenos                           | La Sexta               | Presentadora           |
| 2006 - 2007            | El Club de Flo                      | La Sexta               | Concursant             |
| 2007 - 2016            | Se llama copla                      | Canal Sur              | Presentadora           |
| 2008, 2013 - 2018      | Programa especial de Nochevieja     | La 1                   | Presentadora           |
| 2009                   | El joc del euromilló                | Telecinco              | Presentadora           |
| 2009 - 2010            | Guerra de sesos                     | La Siete               | Presentadora           |
| 2010                   | Supervivientes                      | Telecinco              | Copresentadora         |
| 2012                   | Satán & Eva                         | Canal Sur              | Presentadora           |
| 2013 - 2018            | MasterChef                          | La 1                   | Presentadora           |
| 2013 - 2019            | MasterChef Junior                   | La 1                   | Presentadora           |
| 2016                   | Se llama copla: El desafío          | Canal Sur              | Presentadora           |
| 2016 - 2018            | MasterChef Celebrity                | La 1                   | Presentadora           |
| 2017                   | El gran reto musical                | La 1                   | Presentadora           |
| 2017                   | Reina de las Palmas de Gran Canaria | Televisión Canaria     | Presentadora           |
| 2019 - ¿?              | La Voz                              | Antena 3               | Presentadora           |
| 2019 - ¿?              | La Voz Kids                         | Antena 3               | Presentadora           |
| 2019 - ¿?              | La Voz Senior                       | Antena 3               | Presentadora           |
| 2019                   | El hormiguero                       | Antena 3               | Convidada              |
| 2019                   | Espejo público                      | Antena 3               | Convidada              |
| 2019                   | Zapeando                            | La Sexta               | Convidada              |

### Sèries de televisió
| Sèries de televisió | Sèries de televisió | Sèries de televisió | Sèries de televisió | Sèries de televisió |
| Any                 | Títol               | Cadena              | Personatge          | Notes               |
| ------------------- | ------------------- | ------------------- | ------------------- | ------------------- |
| 2004                | 7 vidas             | Telecinco           | Elena               | 1 episodi           |
| 2005                | Capital             | Telemadrid          | Eva                 | 1 episodi           |
| 2006                | Los Serrano         | Telecinco           | Inés                | 1 episodi           |
| 2008 - 2010         | La tira             | La Sexta            | Ana                 | 17 episodis         |

## Publicitat
- Imatge de la marca de caramels Smint 2 en 1, junt a David Delfín.
- Imatge de la marca de multiópticas, mò.
- Imatge de la marca Braun.
- Imatge de la marca Tampax, chica TAMPAX (tampons).
- Imatge de la marca Viceroy.
- Imatge de la marca Chocolates Valor.
- Imatge de la marca Isabel.

## Successió de Miss Espanya
| Precedit per: Vania Millán | Miss España 2003 | Succeït per: María Jesús Ruiz Garzón |